# جان هوملز (سیاستمدار)

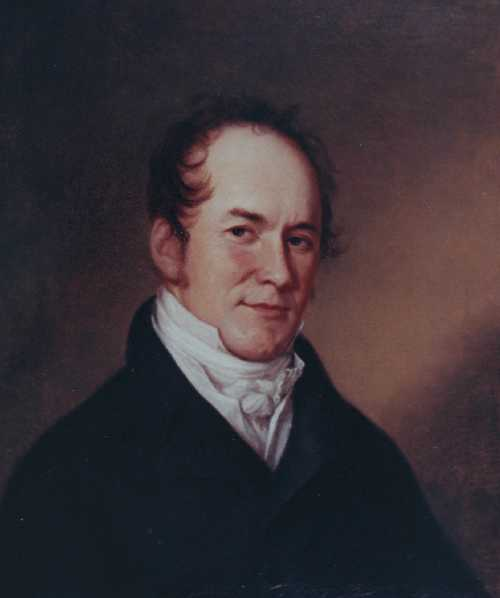
پرترهٔ جان هوملز، سیاست‌مدار و سناتور اسبق آمریکایی

جان هوملز (به انگلیسی: John Holmes) سناتور سابق عضو حزب دموکرات-جمهوری‌خواه بود. او در سال ۱۸۲۰ تا ۱۸۲۴ و ۱۸۲۴ تا ۱۸۲۷ و ۱۸۲۹ تا ۱۸۳۳ میلادی سناتور ایالت مین در سنای ایالات متحده آمریکا بود.